# Deutsche Arbeitsgemeinschaft für Gestalttheoretische Psychotherapie
Die Deutsche Arbeitsgemeinschaft für Gestalttheoretische Psychotherapie (DAGP) entstand ursprünglich aus einer Zusammenfassung von Psychotherapeutinnen und Psychotherapeuten, die sich im Rahmen der internationalen multidisziplinären Gesellschaft für Gestalttheorie und ihre Anwendungen (Society for Gestalt Theory and its Applications, GTA), organisiert hatten. Sie wurde im Jahr 1994 in Nachfolge eines bereits seit 1979 in der GTA bestehenden Arbeitskreises für gestalttheoretisch begründete Psychotherapie gegründet. Die DAGP war in Deutschland für die Aus- und Weiterbildung von Diplom-Psychologen zur Psychotherapie nach dem Heilpraktikergesetz zugelassen. Sie führte über viele Jahre Aus- und Weiterbildungen in  Gestalttheoretischer Psychotherapie sowie Fortbildungen zur Angewandten Gestalttheorie in Beratung, Erziehung, Teamorganisation und Supervision durch, bis diese Tätigkeiten im Gefolge der neuen Situation nach dem Inkrafttreten des deutschen Psychotherapeutengesetzes ihre Grundlage verloren. Außerdem vertrat sie die berufspolitischen Interessen ihrer Mitglieder.
Die Arbeitsgemeinschaft war Mitglied der Arbeitsgemeinschaft Psychotherapeutischer Fachverbände (AGPF). 2012 bis 2023 war die DAGP ein eigenständiger eingetragener Verein.
Die wissenschaftliche Zeitschrift der GTA und damit auch der Gestalttheoretischen Psychotherapie ist die internationale multidisziplinäre Zeitschrift Gestalt Theory. Daneben gibt die österreichische Schwestergesellschaft der DAGP, die ÖAGP, die Zeitschrift Phänomenal – Zeitschrift für Gestalttheoretische Psychotherapie heraus (Verlag Krammer, Wien), die auch in Deutschland vertrieben wird.